# Liga (sport)
Liga kallas en sammanslutning av sportklubbar, oftast på högre nivå, som bedriver serietävlingar bestående av en eller flera divisioner/serier. Numera används termen ibland felaktigt och slarvigt på ett lands högsta division/serie, särskilt inom lagspel som fotboll. I England bildades 1888 The Football League, som sedan kom att bestå av flera serier. 1992 bröt sig högstadivisionen loss och bildade FA Premier League, ibland kallad engelska ligan. I England har även cuptävlingar bedrivits av ligaklubbarna i fotboll. Inom sporten roller derby används ordet liga synonymt med klubb.